# پای کرم‌دار بوستونی

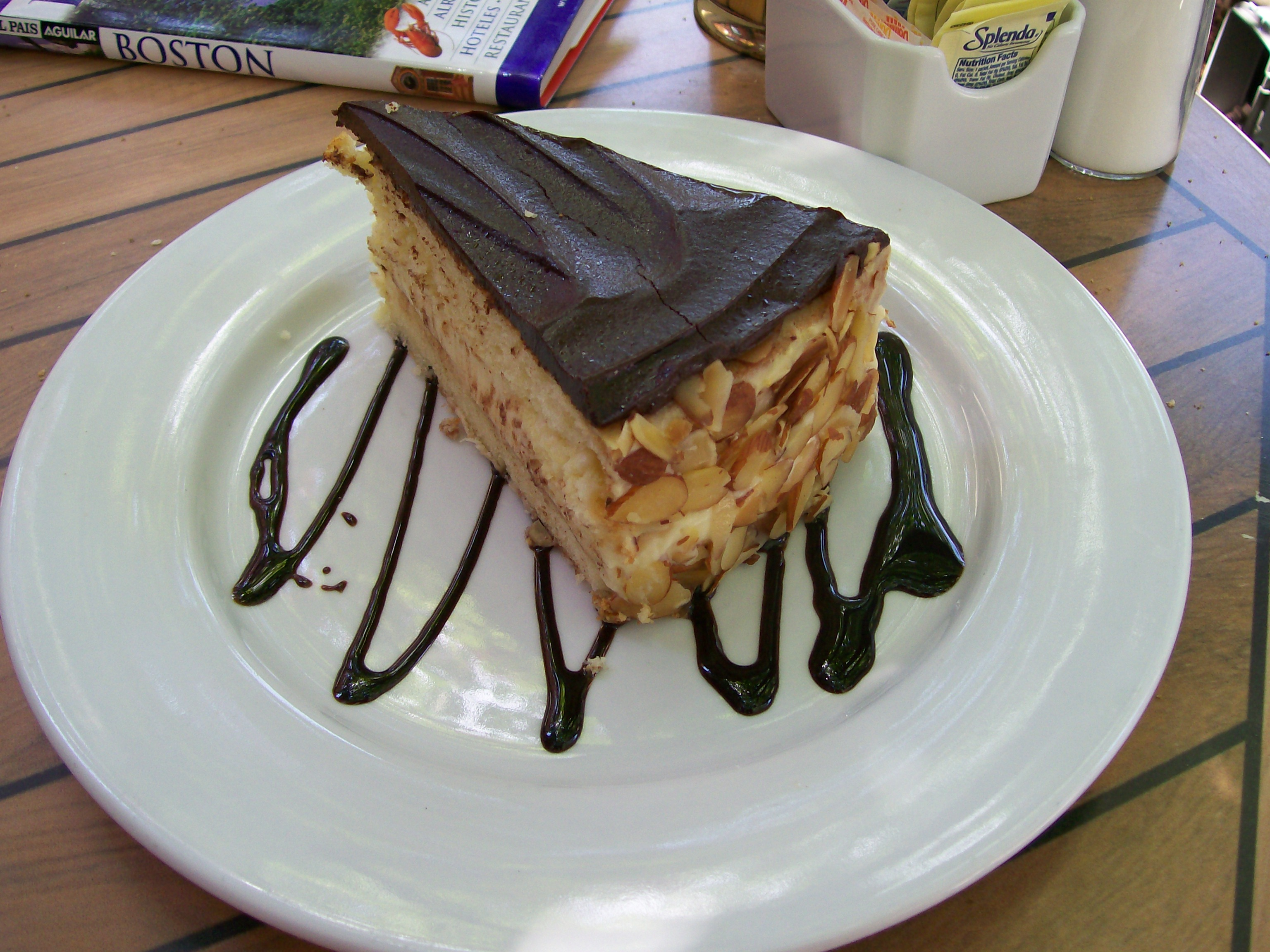
پای کرم‌دار بوستونی با شکلات

پای کرم‌دار بوستونی یک دسر آمریکایی است که از کیک کره ای زرد رنگ، که داخل آن با کاستارد یا خامه پر شده و بالای آن شکلات مایع قرار دارد. 
نام این دسر از پخت کیک و پای در یک قابلمه مشترک گرفته شده است. در نیمه دوم قرن نوزدهم، این نوع کیک به طرز مختلفی از جمله "پای کرم‌دار" ، "پای کرم‌دار شکلاتی" یا "کیک کاستارد" خوانده می شد. 